# Potcoava
Potcoava è una città della Romania di 5 970 abitanti, ubicata nel distretto di Olt, nella regione storica dell'Oltenia. 
L'area amministrativa è formata dalle località di Potcoava-Fălcoeni, Sineşti, Trufineşti e Valea Merilor.
Potcoava ha ottenuto lo status di città nel 2004